# Løgumklosters kommun
Løgumklosters kommun var en kommun i Sønderjyllands amt i Danmark. Sedan danska kommunreformen 2007 ingår kommunen i Tönders kommun.